# L-241
La L-241 és una carretera antigament anomenada provincial, actualment gestionada per la Generalitat de Catalunya. La L correspon a la demarcació territorial de Lleida.
Té l'origen a la cruïlla amb la carretera C-14, al nord del Molí del Valls i al sud del Tossal dels Emprius, o de les Penes, des d'on arrenca cap a llevant i en 4,5 quilòmetres mena al poble de Guimerà. El travessa tot pel costat meridional, a ran de la riba dreta del Riu Corb, fins que el travessa, ja a l'extrem oriental de Guimerà, i continua aleshores per la seva esquerra. Acaba el seu recorregut en el punt quilomètric 7,750, en arriba al límit comarcal entre l'Urgell i la Conca de Barberà, poc abans d'arribar al Pont de la Cadena. Aleshores es transforma en la carretera T-241, per la qual acaba d'arribar a Vallfogona de Riucorb.